# Баладын, Ханде
Ханде Баладын (тур. Hande Baladın; род. 1 сентября 1997, Кютахья, Турция) — турецкая волейболистка. нападающая-доигровщица. 

## Биография
Родилась в Кютахье, но в раннем детстве с семьёй переехала в Стамбул, где начала заниматься волейболом. До 2014 выступала за молодёжную команду ВК «Эджзаджибаши» на позиции центральной блокирующей. В 2014—2015 один сезон провела в аренде в команде «Сарыер», где игровое амплуа волейболистки было изменено на нападающую-доигровщицу. В 2015 вернулась в «Эджзаджибаши», где была включена уже в основную команду. В 2018—2019 играла за «Галатасарай», а с 2019 вновь выступает за «Эджзаджибаши», Трижды становилась призёром чемпионатов Турции, дважды победителем и дважды призёром клубных чемпионатов мира, дважды призёром Лиги чемпионов ЕКВ и дважды выигрывала Кубок ЕКВ.
В 2013—2017 Баладын выступала за юниорскую и молодёжные сборные Турции, выиграв в 2017 году «золото» чемпионата мира среди старших молодёжных команд. В 2015 дебютировала в национальной сборной страны. В составе национальной команды участвовала в Олимпийских играх 2020, дважды — в чемпионатах мира (2018 и 2022), становилась чемпионкой (2023) и призёром чемпионатов Европы (2017, 2019 и 2021), победителем (2023) и призёром Лиги наций (2018 и 2021). 

### Клубная карьера
- 2013—2014 —  «Эджзаджибаши» (Стамбул) — молодёжная команда;
- 2014—2015 —  «Сарыер» (Стамбул);
- 2015—2018 —  «Эджзаджибаши» (Стамбул);
- 2018—2019 —  «Галатасарай» (Стамбул);
- 2019—2025 —  «Эджзаджибаши» (Стамбул);
- с 2025 —  «Фенербахче» (Стамбул).

## Достижения

### С клубами
- 3-кратный серебряный (2018, 2023, 2024) и 4-кратный бронзовый (2014, 2016, 2022, 2025) призёр чемпионатов Турции.
- 3-кратный серебряный призёр розыгрышей Кубка Турции — 2018, 2024, 2025.
- двукратный обладатель Суперкубка Турции — 2019, 2020

- серебряный (2023) и бронзовый (2017) призёр Лиги чемпионов ЕКВ.
- двукратный победитель розыгрышей Кубка Европейской конфедерации волейбола — 2018, 2022.
- двукратная чемпионка мира среди клубных команд — 2016, 2023;
  - серебряный (2019) и бронзовый (2022) призёр клубных чемпионатов мира.

### Со сборными Турции
- победитель Лиги наций 2023;
  - серебряный (2018) и бронзовый (2021) призёр Лиги наций.
- чемпионка Европы 2023;
  - серебряный (2019) и двукратный бронзовый (2017, 2021) призёр чемпионатов Европы.
- чемпионка мира среди старших молодёжных команд 2017;
  - серебряный призёр чемпионата мира среди старших молодёжных команд 2015.
- бронзовый призёр молодёжного чемпионата Европы 2014.
- бронзовый призёр чемпионата Европы среди девушек 2013.

### Индивидуальные
- 2013: лучшая блокирующая чемпионата Европы среди девушек.
- 2017: MVP и лучшая нападающая-доигровщица (одна из двух) чемпионата мира среди старших молодёжных команд.